# Oppidum de Manching
El oppidum de Manching fue una ciudad celta de la cultura laténica situada a orillas del Danubio, en el municipio alemán homónimo, al sureste de Ingolstadt. Fundado en el siglo III a. C. se hallaba en el cruce de dos rutas terrestres importantes, norte-sur y este-oeste. En aquella época el río Paar desembocaba aquí en el Danubio. Un antiguo brazo de este río disponía de puerto, pues el comercio a larga distancia se efectuaba también mediante la navegación fluvial. 
Manching fue probablemente la sede principal de la tribu celta de los vindélicos o vendélicos (en latín Vindelici) y el centro comercial y económico más importante al norte de los Alpes en la época de La Tène tardía.

## Descripción
Esta ciudad de forma circular, en su máxima expansión, ocupaba 380 hectáreas y estaba rodeada por una muralla de 7,2 km de longitud. Dentro hay varias zonas: una de hasta 500 m de ancho junto a la muralla, de ocupación esporádica y carente de edificios (zona húmeda de pastos y de cultivo). La zona central de 1,4 km de longitud con 80 ha estuvo densamente habitada: huellas de cimientos de edificios con funciones precisas para la agricultura, diversos oficios y el culto. Se han encontrado restos de un templo. Esta parte fue utilizada desde finales del siglo IV a. C. Depósitos de armas, arreos, piezas de calderos, una plaza adoquinada y un gran número de huesos de niños y lactantes evidencian su uso para el culto. Hasta ahora se han descubierto otros tres complejos que podrían identificarse como partes de un santuario. 

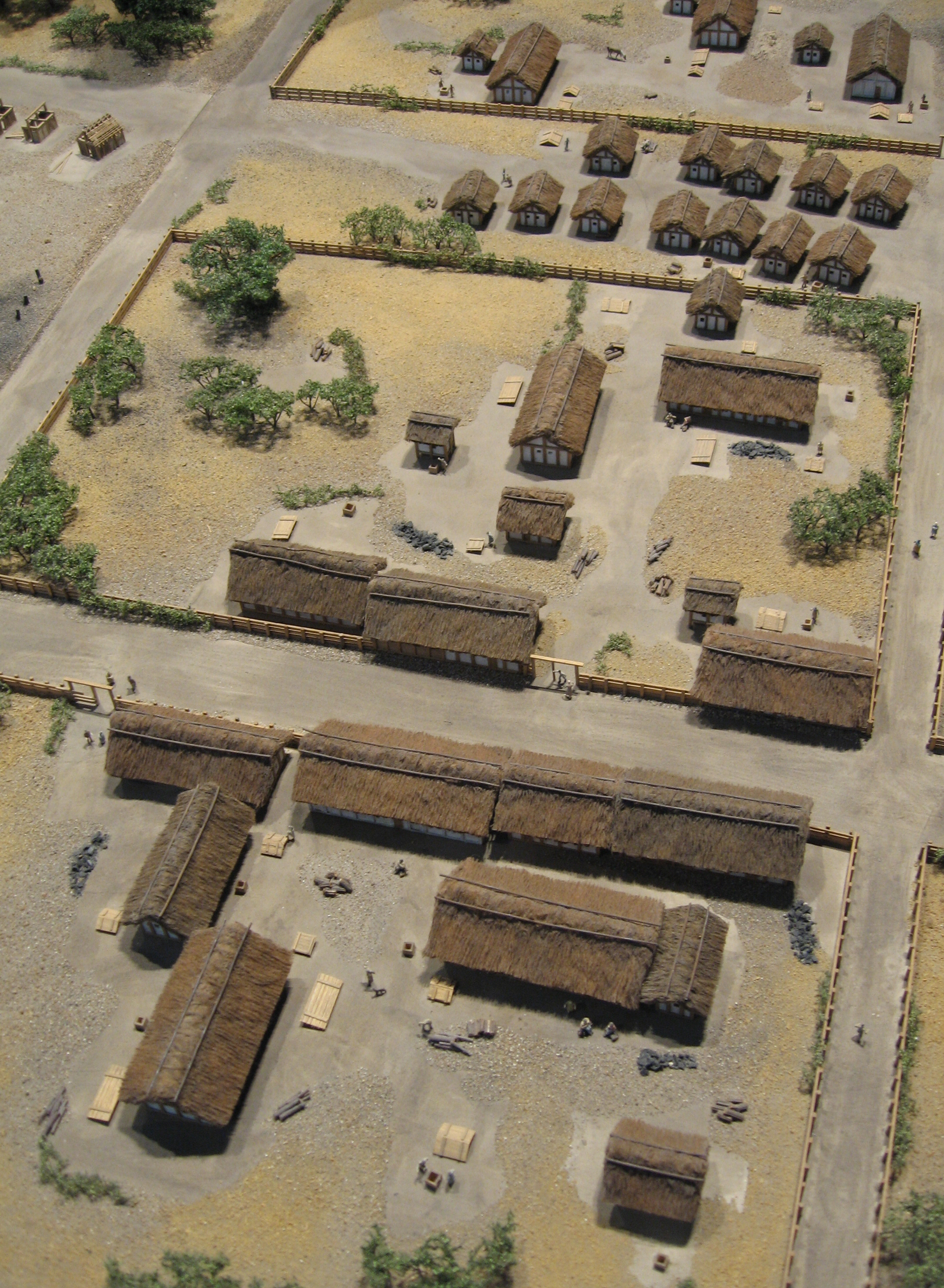
Maqueta de la zona central.

Llama la atención la gran cantidad de llaves y cerraduras en este gran poblado celta, lo cual indica que tenían evidentemente riquezas que guardar y necesitaban seguridad debido a la estrecha convivencia. Los tesorillos de monedas atestiguan la acumulación de riqueza. Poseía ceca propia. Para el comercio se empleaban monedas de oro y desde principios del siglo I a. C. también de plata. Las acuñadas en Manching presentan una fuerte curvatura. Asimismo circulaba moneda falsa, por ejemplo, de bronce recubiertas de oro. Para verificar su valor y autenticidad había balanzas de precisión.
La fabricación de objetos de hierro es abundante. Se han encontrado moldes para objetos de bronce. También se fabricaban brazaletes y cuentas de collar de vidrio. Se ha constatado el comercio romano con unas ánforas y cerámicas procedentes de la Campania. Un centenar de moldes cerámicos de fundición. Los huesos de animales y otros elementos ponen de manifiesto que era lugar de feria y mercados a los que acudía gente de los alrededores. Unos pequeños asentamientos al sur de Alemania presentan materiales como brazaletes de vidrio o joyas de sepropelita. A partir de las ferias y mercados de Manching se repartirían los productos por toda la región.
La época de apogeo se sitúa en 150-50 a. C. No se piensa que fuera un núcleo menor que haya ido creciendo, sino que se desarrolló con rapidez. Durante mucho tiempo se pensaba que la invasión romana destruyó el poblado, pero hoy en día se considera improbable que fuese destruida completamente. Podría ser que la llegada de los cimbrios y teutones hacia 120 a. C. diera lugar a conflictos bélicos, pero el final de Manching se debió al hundimiento de los sistemas económicos a consecuencia de las conquistas de Julio César en las Galias. La disminución constante de la población llevó al abandono del poblado y al derrumbamiento de la imponente muralla, de la que apenas quedaban restos cuando llegaron los romanos en el año 15 a. C. Más tarde los romanos construyeron una estación de calzada (en latín mansio) que aparece con el nombre de Vallatum en los itinerarios romanos.